# Ассоциированное государство
Ассоции́рованное госуда́рство (свобо́дная ассоциа́ция, свобо́дно присоедини́вшееся госуда́рство) — форма конфедерации из объединившихся на двусторонней основе неравнозначных государств, при которой меньшее государство, формально сохраняя суверенитет и независимость, доверяет значимую часть своих властных полномочий большему государству. 
Как правило, из властных полномочий передаются такие как внешняя политика, военная политика (вооружённые силы),  связь, транспорт, и другое. Фактически ассоциированное государство — разновидность протектората; во многих случаях — переходная форма внешней зависимости подчинённой территории, находящаяся между статусами колонии и самостоятельного государства.
| Государство        | Ассоциированное с  | Год начала ассоциации | Уровень ассоциации | Международный статус                                                |
| ------------------ | ------------------ | --------------------- | --- | ------------------------------------------------------------------- |
| Андорра            | Франция · Испания  | 1278                  | Оборона осуществляется Испанией и Францией. Правителями Андорры совместно являются президент Франции (как князь-соправитель) и епископ Уржеля.                                                                 | Государства — члены ООН                                             |
| Ватикан            | Швейцария · Италия | 1506 11 февраля 1929  | Согласно Латеранским соглашениям лицо, теряющее гражданство Ватикана и не обладающее другим гражданством, автоматически приобретает гражданство Италии. Оборона осуществляется Италией и Швейцарской гвардией. | Наблюдатель Генеральной ассамблеи ООН                               |
| Острова Кука       | Новая Зеландия     | 4 августа 1965        | Новая Зеландия действует от имени Островов Кука в вопросах иностранных дел и обороны, но только по запросу правительства Островов Кука и с его совета и согласия.                                              | Не член ООН. Независимость в международных отношениях признана ООН. |
| Ниуэ               | Новая Зеландия     | 19 октября 1974       | Новая Зеландия действует от имени Ниуэ в вопросах иностранных дел и обороны, но только по запросу правительства Ниуэ и с его совета и согласия.                                                                | Не член ООН. Независимость в международных отношениях признана ООН. |
| Маршалловы Острова | США                | 21 октября 1986       | Соединённые Штаты предоставляют защиту, гранты на финансирование и доступ к социальным услугам США для граждан этих территорий в соответствии с договором о свободной ассоциации.                              | Государства — члены ООН                                             |
| Микронезия         | США                | 3 ноября 1986         | Соединённые Штаты предоставляют защиту, гранты на финансирование и доступ к социальным услугам США для граждан этих территорий в соответствии с договором о свободной ассоциации.                              | Государства — члены ООН                                             |
| Палау              | США                | 1 октября 1994        | Соединённые Штаты предоставляют защиту, гранты на финансирование и доступ к социальным услугам США для граждан этих территорий в соответствии с договором о свободной ассоциации.                              | Государства — члены ООН                                             |